# Franz Kneisel
Franz Kneisel (Bucareste, 26 de Janeiro de 1865 - Nova Iorque, 26 de Março de 1926) foi um violinista, maestro e professor estadunidense.

## Biografia
Franz nasceu em Bucareste, ele aprendeu a tocar flauta, clarinete e trompete como também violinio. Após formar-se no Conservatório de Bucareste em 1879, ele foi para Viena, onde ele continuou seus estudos com Jakob Grün e Joseph Hellmesberger até 1882. Ele fez sua estréia como solista em Viena no fim de 1882. No próximo ano ele tornou-se maestro do Hoftheater e em 1884 ele foi para Berlin para ser maestro da Bilsesche Kapelle. Em Outubro de 1885 ele foi engajado, por Wilhelm Gericke, como maestro da Orquestra Sinfônica de Boston. Pelos próximos vinte anos ele foi concertmaster e maestro assistente, ele apareceu como solista em muitos concertos em estréias estadunidenses de concertos de Brahms e Karl Goldmark, como a estréia do Concerto Nº1 para Violino de Gustav Strube.
Kneisel foi por muitos anos associado com o Festival Worcester em Massachusetts, primeiramente como concertmaster e assistente de maestro (de 1885 até 1896) e como maestro (de 1897 até 1909).  Em 1905 ele mudou-se para Nova Ioque para tornar-se o primeiro violinista do recém estabelecido Instituto de Arte Musical (atual Escola de Música Juilliard), onde ele permaneceu até sua morte.
Kneisel foi o professor do grande violinista estadunidense e pedagogo Joseph Fuchs.
Sua filha Marianne (10 de Março de 1897 - 04 de Março de 1972) foi uma violinista estadunidense e esposa de Felix P. Kahn (25 de Janeiro de 1873 - 25 de Julho de 1950).